# Romaniwka (rejon nowogrodzki)
Romaniwka (ukr. Романівка) – wieś na Ukrainie, w obwodzie żytomierskim, w rejonie nowogrodzkim, u ujścia Rudeńki do Tni. W 2001 roku liczyła 735 mieszkańców.